# Liliana Palaia Pérez
Liliana Palaia Pérez (Buenos Aires, 1951) is een Argentijns architecte en schilder, woonachtig in Valencia, Spanje.
Ze studeerde architectuur aan de Universiteit van Buenos Aires, waar ze in 1974 haar diploma behaalde. Een jaar later verhuisde ze om familiaire redenen naar Valencia. Hier behaalde ze aan de Hogere Technische School voor Architectuur (ETSAV) haar doctoraal. Haar thesis behandelde de functies en ontwikkeling van de centrale markt van Valencia. Ze behaalde in de jaren hierna nog verschillende diploma's in Trondheim en Londen.
In 2000 werd ze professor aan de ETSAV, waar ze al sinds 1984 werkzaam was. Hier bleef ze uiteindelijk werken tot aan haar pensioen in 2012.
- Biblioteca Nacional de España: XX970244
- Bibliothèque nationale de France: cb14626088v (data)
- International Standard Name Identifier: 0000 0000 7103 7573
- Library of Congress Control Number: no2009141289
- Système universitaire de documentation: 119335506
- Virtual International Authority File: 66720919
- WorldCat: E39PBJd3M3JHWdkkMVHQRXxRrq